# HMS Cattistock (1981)
HMS Cattistock – brytyjski niszczyciel min typu Hunt, w służbie Royal Navy od 1982 roku. Nosi numer burtowy M 31. Był trzecim okrętem o tej nazwie.

## Budowa
„Cattistock” był trzecim okrętem z 13 brytyjskich niszczycieli min typu Hunt. Zamówiono go 29 stycznia 1979 roku w stoczni Vosper Thornycroft Ltd w Woolston (część Southampton), która zbudowała większość okrętów tego typu. Okręt wodowano 22 stycznia 1981 roku, a okręt po ukończeniu został wcielony do służby 16 czerwca 1982 roku. Nazwa pochodziła od wsi Cattistock w Anglii, związanej z polowaniami na lisy, zgodnie z nazewnictwem typu. Był trzecim okrętem o tej nazwie, po trałowcu z I wojny światowej i niszczycielu eskortowym z II wojny światowej.

## Opis

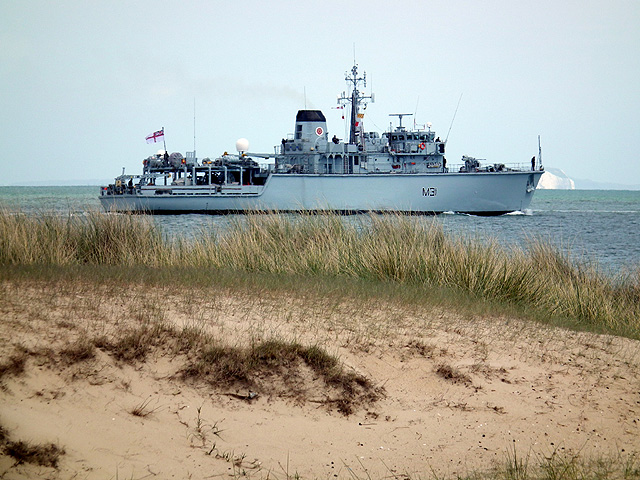
HMS „Cattistock” w 2012

Okręty typu Hunt miały kadłub zbudowany z plastiku wzmocnionego włóknem szklanym (GRP). Wyporność standardowa wynosiła 615 ts, a pełna 725 ts. Nowsze źródła podawały wyporność pełną 750 ton. Długość całkowita wynosiła 60 m, a na linii wodnej 57 m, szerokość: 10 m, a maksymalne zanurzenie: 3,4 m. Załoga liczyła 45 osób, w tym 6 oficerów.
Uzbrojenie służyło tylko do samoobrony i pierwotnie na okrętach typu Hunt stanowiła je automatyczna armata uniwersalna Bofors 40 mm. Do połowy lat 90. była wymieniana na armatę Oerlikon/BMARC DS30B kalibru 30 mm L/75. Można było zamontować również dwa dodatkowe działka kalibru 20 mm Oerlikon/BMARC GAM-C01. Na przełomie pierwszej i drugiej dekady XXI wieku na okrętach tego typu ustawiono trzy sześciolufowe rotacyjne karabiny maszynowe 7,62 mm Dilon Aero M134 Minigun. Uzbrojenie uzupełniały dwa karabiny maszynowe kalibru 7,62 mm, zastępowane w latach 2014–2015 przez karabiny maszynowe kalibru 12,7 mm Browning.
Napęd stanowiły dwa silniki wysokoprężne Ruston-Paxman 9-59K Deltic o mocy łącznej 3800 hp, napędzające dwie śruby, pozwalające na osiąganie prędkości maksymalnej 15 węzłów. Ponadto okręty miały pomocniczy napęd hydrauliczny pozwalający na osiąganie prędkości do 8 węzłów, napędzany przez silnik Deltic 9-55B o mocy 780 hp, napędzający też agregaty prądotwórcze. Zasięg wynosił 1500 mil morskich przy prędkości 12 w. Do połowy II dekady XXI wieku wymieniono silniki na Caterpillar C-32 ACERT o mocy po 2000 hp (łącznie 4000 hp). 
Wyposażenie nawigacyjne obejmowało radar Kelvin Hughes Type 1006 lub 1007 (pasmo I). Wyposażenie do poszukiwania min obejmowało pierwotnie sonar Plessey Type 193M Mod 1. Ponadto okręty miały sonar wysokiej częstotliwości Mil Cross do unikania min na kursie i sonar Type 2059 do śledzenia pojazdów podwodnych. W 2005 roku został wyposażony w nowy sonar 2193. Okręty typu Hunt miały system informacji bojowej CAAIS DBA4. Po 1990 roku okręty otrzymały system nawigacyjny Racal Mk 53. W latach 2004–2005 okręty otrzymały również system dowodzenia NAUTIS 3.
Po wejściu do służby okręt przenosił dwa zdalnie kierowane pojazdy podwodne PAP-104 do zwalczania min, a od 1988 roku mógł przenosić także pojazdy nowszego typu PAP-105. Okręty ponadto miały trały magnetyczne MS 14, holowany trał akustyczny Sperry MSSA Mk 1 i klasyczne trały kontaktowe Oropesa Mk8. Trały niekontaktowe zostały zdemontowane w 2005 roku. Na przełomie pierwszej i drugiej dekady XXI wieku pojazdy podwodne PAP-104/105 zastąpiono przez jednorazowe Seafox C.

## Służba

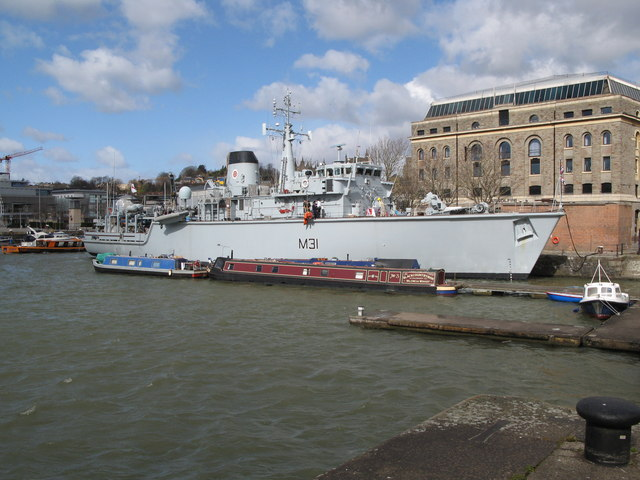
HMS „Cattistock” w Bristolu w 2007

HMS „Cattistock” (numer burtowy M 31) został wcielony do służby w brytyjskiej Royal Navy 16 czerwca 1982 roku. Został przydzielony początkowo do 1 Dywizjonu Niszczycieli Min (1st Mine Countermeasures Squadron), z portem macierzystym w Rosyth. Ostatecznie w XXI wieku wchodził w skład 2 Dywizjonu Niszczycieli Min (MCM2), z portem macierzystym w Portsmouth.
13 sierpnia 1990 roku wypłynął z Rosyth na wschodnie Morze Śródziemne, wraz z „Atherstone” i „Hurworth”. Następnie na początku 1991 roku wziął udział z tymi okrętami w wojnie w Zatoce Perskiej, w składzie grupy patrolowej X-Ray, za co przyznano mu wyróżnienie bojowe (battle honour). W tym roku dowódcą okrętu był George Zambellas, późniejszy admirał i dowódca Royal Navy. W kwietniu tego roku powrócił do bazy w Portsmouth. W połowie 1992 roku wraz z dwoma innymi okrętami MCM2 odbył rejs na Morze Śródziemne i Egejskie, ćwicząc z marynarką francuską. W 1997 roku został uszkodzony przez pożar w maszynowni, na skutek którego okręt był przez 14 miesięcy poza linią.
„Cattistock” w pewnym okresie po 2007 roku stacjonował także w Bahrajnie w ramach stałej brytyjskiej operacji zapewniania bezpieczeństwa żeglugi w Zatoce Perskiej.
3 listopada 2015 roku okręt wrócił do służby po remoncie połączonym z modernizacją i wymianą silników. 
Od stycznia do kwietnia 2018 roku „Cattistock” wchodził w skład Stałego Zespołu Sił Obrony Przeciwminowej NATO Grupa 1 (SNMCMG1) na Morzu Północnym. Na przełomie października i listopada 2018 roku brał udział w dużych wielonarodowych ćwiczeniach Trident Juncture u wybrzeży Norwegii. W październiku i listopadzie 2019 roku „Cattistock” ponownie działał w składzie SNMCMG1 na Morzu Bałtyckim, w trakcie czego zniszczył sześć min z okresu wojny w Cieśninie Irbe. Dowódcą okrętu była wówczas kmdr. ppor Claire Thompson. W tym czasie „Cattistock” był drugim najstarszym okrętem brytyjskim używanym operacyjnie (po „Ledbury”). Okręt w swojej karierze brał też udział w drugim zespole przeciwminowym NATO na Morzu Śródziemnym.
W 2022 roku „Cattistock” był remontowany w Portsmouth, jego dowódcą był wówczas kmdr ppor. Daniel Lee.